# Eremita

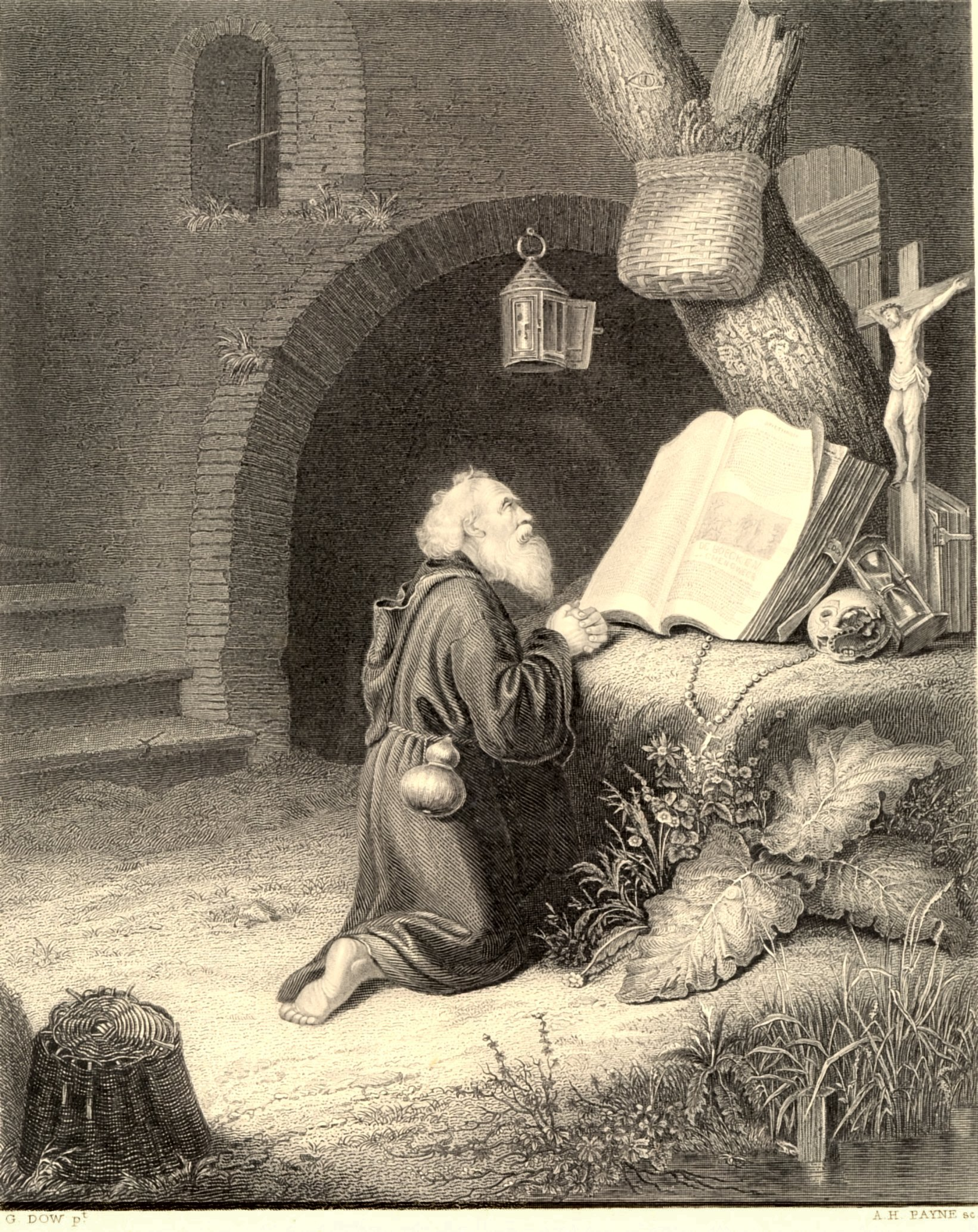
Eremita – staloryt rytowany przez Alberta Henry'ego Payne'a (XIX wiek)

Eremita lub pustelnik (gr. ἐρημίτης erēmítēs, żyjący na pustkowiu) – osoba, która z pobudek religijnych wycofuje się z życia w społeczeństwie i decyduje się na życie w izolacji i celibacie. Poświęca się modlitwie i życiu w ascezie. Utrzymuje się, jak to miało miejsce u zarania życia pustelniczego w Egipcie i Palestynie, z jałmużny lub rzemiosła.
Pierwsi pustelnicy (anachoreci) pojawili się w III wieku na terenach Egiptu i Palestyny. Niektórych pustelników otaczano niezwykłą czcią i odbywano pielgrzymki do ich pustelni. Radzono się ich w najróżniejszych sprawach duchowych. Eremici wywarli wpływ na tworzenie się zakonów o surowej regule takich jak karmelici i kartuzi oraz kameduli.
Klasztor zakonników żyjących w odosobnieniu, pustelnia, określana jest nazwą erem.
Niektórzy eremici zostali uznani przez Kościół za błogosławionych lub świętych. Są to m.in. św. Hieronim ze Strydonu, św. Kaloger, bł. Roland Medyceusz, Święty Romuald, bł. Wiwald z San Gimignano, św. papież Celestyn V, św. Antoni Wielki oraz św. Paweł z Teb.

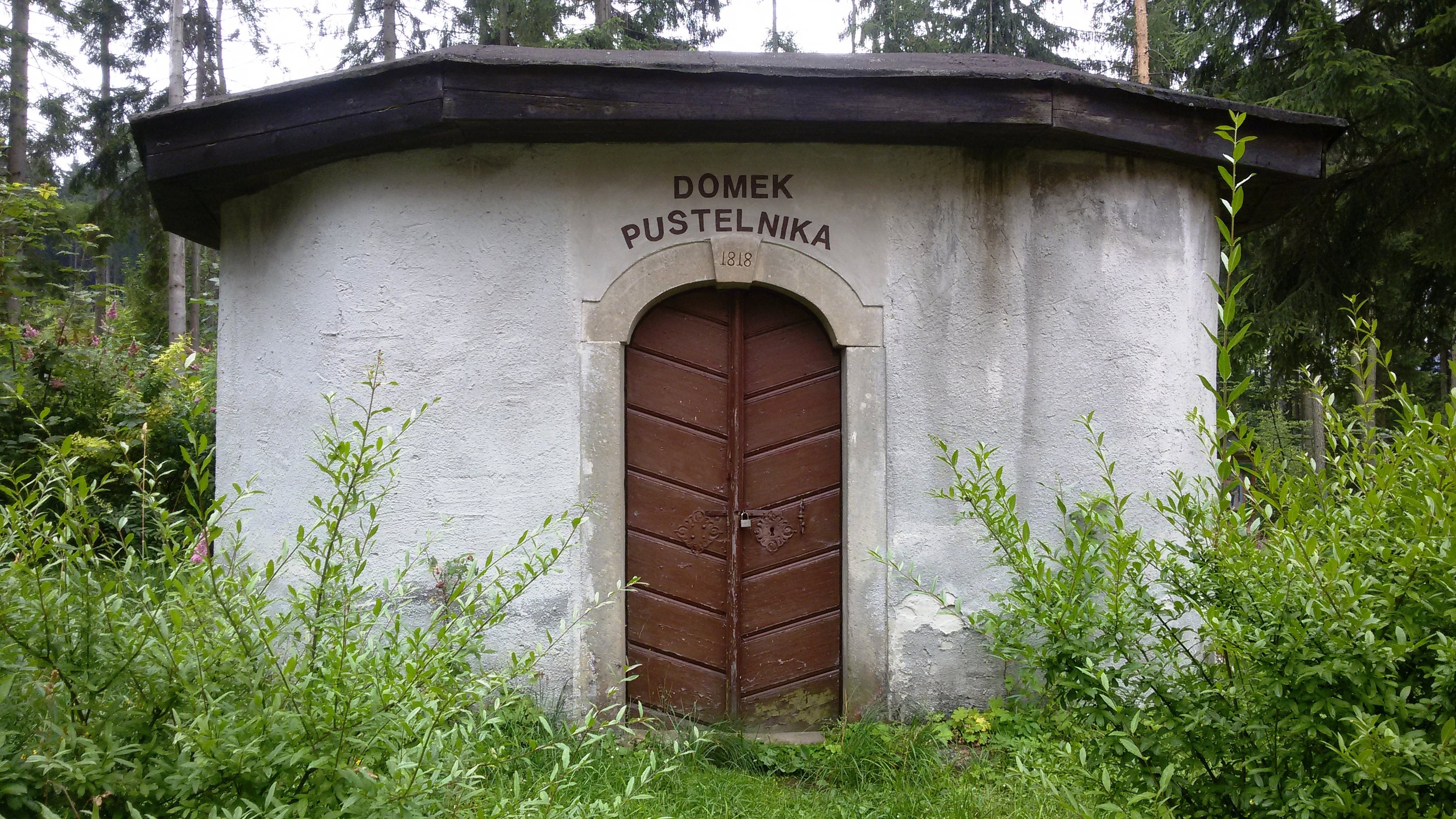
Domek pustelnika z 1818 r. przed kaplicą św. Anny w Zaworach